# Academia Militar de Oficiales de Tropa de Venezuela
La Academia Militar de Oficiales de Tropa C/J Hugo Rafael Chávez Frías (AMOTHCH) es un centro de formación militar superior de Venezuela cuya sede se encuentra ubicada en el Fuerte Guaicaipuro, de la parroquia Santa Teresa del Tuy, estado Miranda. Es una de las doce academias adscritas a la Universidad Militar Bolivariana de Venezuela (UMBV).
La academia tiene como objetivo formar cadetes —que entraron con el rango de sargentos de tropa profesional— a oficiales, en cuatro de los cinco componentes de las Fuerzas Armadas de Venezuela dentro de la UMBV. Los mismos egresan con el grado de teniente o teniente de corbeta de comando de tropa.

## Historia

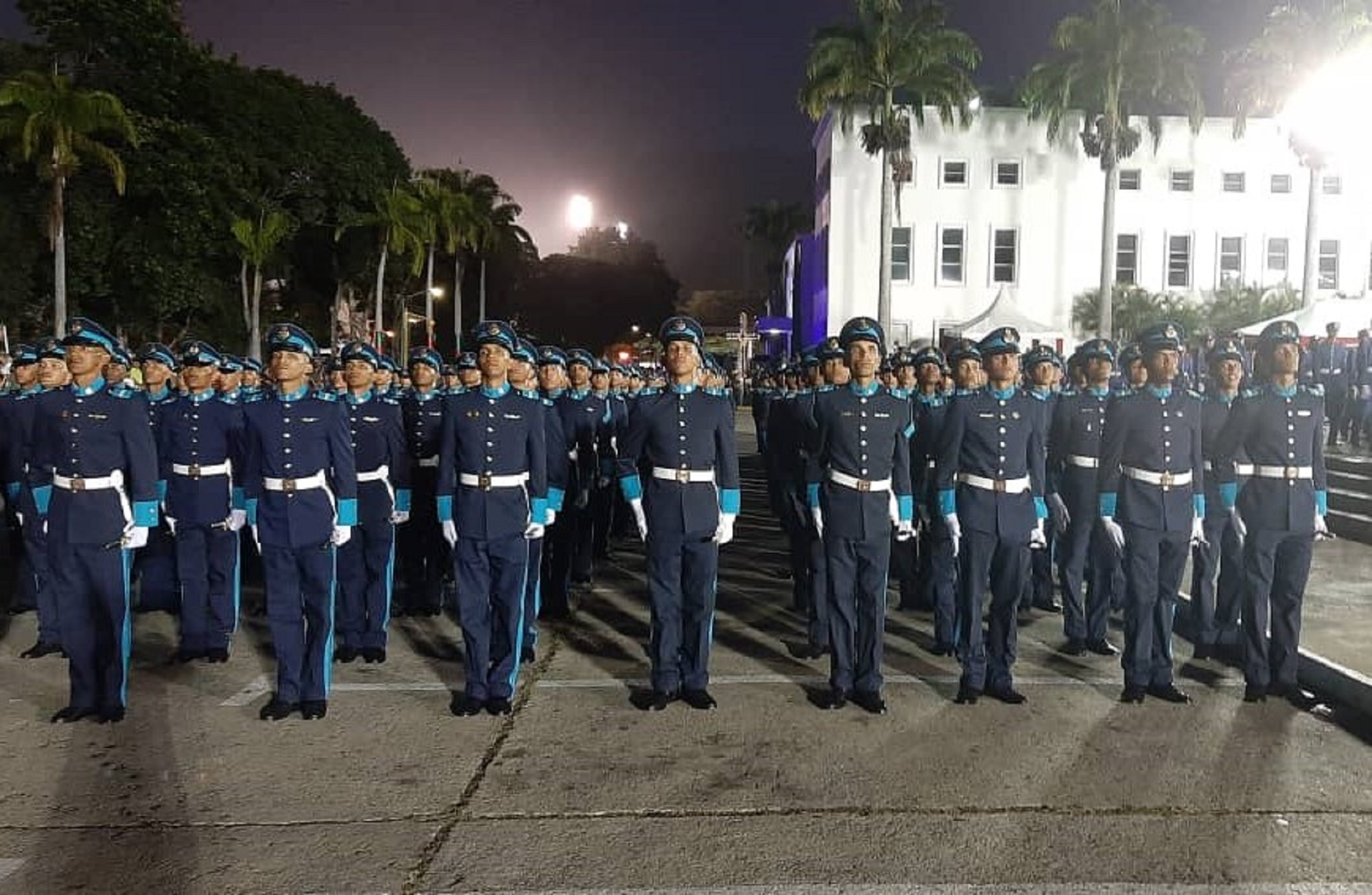
Investidura de los Cadetes de 1er año de la AMOTHCH de la Universidad Militar Bolivariana de Venezuela (2019).

El 9 de agosto de 2010, por orden presidencial se inicia el curso especial de formación del Proyecto 400, con la participación de 322 sargentos de los diferentes componentes de la Fuerza Armada Nacional Bolivariana (FANB). El mismo fue realizado en la Escuela de Tropas Profesionales del Ejército, José Félix Ribas, ubicado en La Victoria, estado Aragua. Años más tarde, el 1 de junio de 2012 se crea La Escuela de Formación de Oficiales de Tropa (EFOT), por mandato del entonces presidente de Venezuela, Hugo Chávez, a través de resolución N° 022797 del entonces Ministro de la Defensa Henry Rangel Silva, publicada en la Gaceta Oficial de la República Bolivariana de Venezuela N°39.937, de fecha 5 de junio de 2015. La primera promoción de Oficiales de Tropa Teniente Pedro Camejo de la FANB, graduó a 327 oficiales de tropa, en Fuerte Tiuna, Caracas, donde era su sede anteriormente.
Posteriormente por mandato del presidente de Venezuela, Nicolás Maduro, y a través de resolución N° 001794 de fecha 31 de julio de 2013 de la ministra de la Defensa Carmen Meléndez, publicada en la Gaceta Oficial de la República Bolivariana de Venezuela N°39.937, de fecha 1 de agosto de 2013, se transforma la Escuela de Formación de Oficiales de Tropa en la Academia Militar de Oficiales de Tropa (AMOT). La misma, fue inaugurada el 30 de octubre de 2014, en el Fuerte Guaicaipuro de la parroquia de Santa Teresa del Tuy. Más tarde, su nombre es cambiado a Academia Militar de Oficiales de Tropa Comandante en Jefe Hugo Rafael Chávez Frías.
En 2019, realizan una transformación en su malla curricular, cambiando de un año el proceso de formación a dos años, sumándole dos años que llevan los cadetes cuando hicieron su curso de formación como tropa profesional, para un total de cuatro años equivalente al resto de demás academias —excepto la Academia Técnica Militar de Ciencias de la Salud (ATMCS) y Academia Militar de Medicina (AMMED) que se rigen por cinco y seis años—. Así mismo, se le dio estatus universitario y se otorga a los egresados el título en Licenciados en Estudios Militares en el Comando de Tropas. Además, anexando cursos más intensivos como el Método Táctico de Resistencia Revolucionario, abreviado MTRR, Caribe, Lince entre otros. Aparte, asignándole uniformes exclusivos a dicho instituto militar universitario.
El 6 de noviembre de 2019, se presentan por primera vez los cadetes de 1.er año de la X Promoción de la AMOTHCH, en el patio central de la Universidad Militar Bolivariana de Venezuela (UMBV) (Caracas), en el acto de investidura con el resto de las seis academias.
El 7 de julio de 2020, se gradúa 1 083 alféreces y guardiamarinas egresados de las academias militares de la UMBV, entre ellos la promoción de la academia militar, preparada con el pensum de estudios aprobado en 2019 y que le da la prosecución a la obtención de su título de licenciado cuando alcancen el grado de primer teniente y cursen otro año más.

## Instituto
Actualmente la AMOTHCH, es dirigida por general de brigada Jesús Rafael Calvo Araque y se encuentra en el Fuerte Guaicaipuro, de la parroquia de Santa Teresa del Tuy, estado Miranda. En la misma, conviven durante dos años, cadetes de los diferentes componentes de la FANB, que fueron en su momento sargentos. Posteriormente regresan en el Trayecto IV como oficiales, para formarse por un año más y así obtener su título.
La infraestructura del lugar está integrada por dos bloques dormitorios (Bloque A y Bloque B), otro bloque para lo administrativo y escolástico, áreas de comedor y demás. Aparte, de un patio de honor, áreas deportivas y recreativas.

### Carrera
Los cadetes de la Academia Militar de Oficiales de Tropa C/J Hugo Rafael Chávez Frías, se forman en el PNF LEMCT para la titulación de la Licenciatura en Estudios Militares para el Comando de Tropas, donde egresan con el grado de teniente o teniente de corbeta de comando de tropa. También podrán ser clasificados a oficial de comando, los oficiales de tropa, que cumplan con la prosecución de estudios previstos para los oficiales de comando y los requisitos establecidos por la UMBV y la FANB.
El oficial es un profesional militar formado para desempeñar los cargos de comandante de pelotón o sus equivalentes en los demás Componentes Militares de la Fuerza Armada Nacional Bolivariana.

### Pensum de estudios
La AMOTHCH está establecida con el PNF LEMCT y el pensum de estudios Hugo Chávez Frías, el cual reconoce con unidades de crédito (UC) a los nuevos cadetes, el curso de formación como tropa profesional más los tres años de experiencia en ejercicio de unidades de la FANB. El plan está dividido de la siguiente manera, según la Gaceta Universitaria N°28 de la UMBV:
| Trayecto Inicial - Acreditación o reconocimiento por experiencia 6 Unidades Curriculares con 12UC, procedentes del programa de estudios Pedro Camejo, de los centros de formación de tropa profesional. Trayecto I - Acreditación o reconocimiento por experiencia 20 Unidades Curriculares con 40UC, procedentes del programa de estudios Pedro Camejo, de los centros de Formación de tropa profesional. Trayecto II - Cadete de 1.º a 2.º año, con 1700 horas que incluye 50 horas académicas semanales. - Ingreso del cadete a la AMOTHCH. | Trayecto III - Cadete de 3.er a 4.º año, con 1700 horas que incluye 50 horas académicas semanales. - Egreso del cadete de la AMOTHCH, como oficial (teniente/teniente de corbeta). Trayecto IV - Oficial con el grado de primer teniente, con 1700 horas que incluye 50 horas académicas semanales. - Obtención del título de Licenciatura en Estudios Militares para el Comando de Tropa. |

#### Menciones
Dentro de las menciones de dicha carrera relacionadas al componente del estudiante, se encuentran las siguientes:
| - Artillería de campaña - Artillería de defensa aérea - Blindado - Caballería y blindado | - Contra inteligencia militar - Comunicaciones - Flota - Infantería | - Ingeniería - Inteligencia militar - Logística - Orden público |

### Compañías
La academia está dividida por cuatro compañías, tres por el comando de cadetes y una última que es exclusiva solo para tropa alistada. A su vez cada una de ellas, subdividida en cinco pelotones.
- Compañía Batalla de Santa Inés.
- Compañía Toma de San Felipe.
- Compañía Guerra Federal.
- Compañía Grito de Guambra.

Los nombres de dichas divisiones están inspirados en batallas ocurridas en la guerra de independencia de Venezuela, mientras que los pelotones en indígenas y luchadores independentistas. Aparte existe a partir del 3.er año se seleccionan los brigadiers y en 4.º año los alférez o guardiamarinas. Estos son escogidos de acuerdo a su promedio, cumplimiento de actividades físicas y demás competencias del pensum de la carrera. Por último, algunos cadetes con jerarquía especial son asignados a la compañía de los soldados.